# Masch Antal
Masch Antal (Kuttenplan, 1809. március 19. – Magyaróvár, 1884. augusztus 27.) akadémiai tanár, igazgató.

## Életpályája
Prágában, majd Bécsben tanult az orvosi egyetemen. 1840-ben nevezték ki a Magyaróvári Felsőbb Gazdasági Tanintézet tanárának. Anatómiát, állattant, ásványtant és ~éghajlattant tanított. Néhány évvel Óvárra kerülése után megírta több száz oldalas állatgyógyászati kézikönyvét. Masch 1861-től igazgatóként irányította az intézet munkáját. 
Jó emberismerete, kritikus, de emberséges magatartása révén egyre nagyobb tudású tanári kar alakult ki az időközben magyar minisztérium hatáskörébe került intézetben. Masch tudásának és ügyszeretetének következtében egyre fejlődött a tanintézet, 1869-ben létrejött az Eszköz- és Gépkísérleti Állomás, 1873-ban pedig a Vetőmagvizsgáló Állomás. Közben Maschnak a lótenyésztésről és az időjárástanról jelent meg kézikönyve. 1870-ben munkásságáért III. osztályú vaskoronarendet és lovagi címet kapott.
1884. augusztus 27-én halt meg Magyaróváron, síremléke ma is látható az óvári temetőben.